# アンリ・ダングレーム
アンリ・ダングレーム（Henri d'Angoulême, 1551年 - 1586年6月2日）は、ヴァロワ家統治期のフランスの貴族。フランス王アンリ2世の庶子。アンリ・ド・フランス（Henri de France）、アンリ・ド・ヴァロワ（Henri de Valois）とも呼ばれる。一般にはシュヴァリエ・ダングレーム（chevalier d'Angoulême）として知られた。

## 生涯
アンリ2世とその妾の1人であるフレミング卿夫人ジャネット・ステュアートの間に生まれた。母はスコットランド王ジェームズ4世の庶出の娘であり、姪のスコットランド女王メアリーの養育係としてフランスに渡った。このためアンリはメアリー女王の従弟にあたった。フランス王室よりラ・シェーズ＝デュー修道院長、フランス大修道院長、レヴァント海提督の地位を与えられた。さらにプロヴァンス州知事（在任1569年 - 1586年）も務めた。
1568年、メアリー女王が息子のジェームズ6世支持派に敗れてイングランドに亡命した。女王支持派は1570年、女王復権のためにフランス人部隊のブリテン島への派兵が構想された際、その部隊の指揮官としてアンリを推挙した。アンリがスコットランド王室およびフランス王室の流れを汲むため、イングランドとスコットランドで尊敬や支持を得られると期待したのである。しかし女王のフランスにおける代理人であるロス司教ジョン・レズリーが熱心に働きかけたにもかかわらず、フランス政府によるスコットランド派兵は実現しなかった。
アンリはユグノー戦争にも従軍し、反乱者であるユグノー陣営と戦った。1572年8月のサン・バルテルミの虐殺では、ギーズ公アンリ、オマール公クロードとともに、ユグノー派指導者殺害計画の最高指揮官に名を連ねた。その後も異母兄弟のアンジュー公（後のアンリ3世王）の指揮するラ・ロシェル包囲戦に参加し、1573年からは5年にわたるメネルブ包囲戦（Siège de Ménerbes）のカトリック側指揮官として活躍した。
プロヴァンス州知事としては、詩人のフランソワ・ド・マレルブを秘書官とした。アンリは多くのソネットを残し、作曲家のファブリス・カイェタン（Fabrice Caietain）はアンリの詩に曲を付けている 。1586年、エクス＝アン＝プロヴァンスでフィリップ・アルトヴィティ（アンリ3世の愛人ルネ・ド・リューの夫）との決闘により死去した。